# Patrick Kerney
Patrick Manning Kerney (Yardley, 30 dicembre 1976) è un ex giocatore di football americano statunitense che ha militato nel ruolo di defensive end nella National Football League.

## Biografia

### Atlanta Falcons
Dopo avere giocato a football al college all'Università della Virginia, Kerney fu scelto come 30º assoluto nel Draft NFL 1999 dagli Atlanta Falcons, con un cui firmò un contratto quinquennale del valore di 5,6 milioni di dollari. Nella sua stagione da rookie disputò due partite come titolare, facendo registrare 25 tackle e 2,5 sack. Divenne il defensive end titolare l'anno successivo, terminando ancora con 2,5 sack.
Nel 2001, Kerney fece registrare l'allora primato personale di 12 sack, venendo premiato con un'estensione contrattuale di sette anni che incluse 8,5 milioni di bonus alla firma, con valore massimo di 40 milioni di dollari. Nel 2002 mise a segno 10,5 sack. seguiti dai 6,5 del 2003.
Nel 2004, Kerney giocò la sua miglior stagione con la maglia dei Falcons, venendo convocato per il suo primo Pro Bowl dopo avere terminato con i nuovi record personali in tackle (66), sack (13) e passaggi deviati (9). L'Associated Press lo inserì nel Second-team All-Pro.
Nel 2006, Kerney fu spostato nel ruolo di defensive end destro, giocando invece sul lato sinistro nelle situazioni di passaggio (il nuovo acquisto John Abraham si spostava sul lato destro in quelle occasioni). Nella settimana 9 di quella stagione, la striscia di 105 gare consecutive come titolare di Kerney giunse al termine, a causa di un infortunio a un muscolo del petto che richiese un intervento chirurgico. Le sette gare che perse in quell'occasione fu le uniche che saltò in tutta la carriera. Durante l'assenza di Kerney, Abraham divenne il defensive end destro titolare.

### Seattle Seahawks
Il 23 febbraio 2007, Kerney optò per sfruttare un'opzione del suo contratto che gli consentiva di lasciare gli Atlanta Falcons, divenendo free agent. Il 5 marzo 2007 firmò un contratto di sei anni per un valore di 39,5 milioni di dollari coi Seattle Seahawks che includeva 19,5 milioni garantiti. Nella prima stagione con la nuova maglia fu convocato come titolare per il suo secondo Pro Bowl dopo avere guidato la NFC con un record in carriera di 14,5 sack, venendo inserito anche nel First-team All-Pro. Quell'anno mise a segno anche un altro primato personale con 5 fumble forzati, oltre a 62 tackle. Ad ogni modo. dovette saltare il Pro Bowl per operarsi alla spalla. Giocò per altri due anni a Seattle, terminando con 5 sack in ognuno di essi. Il 13 aprile 2010 annunciò il proprio ritiro.

## Palmarès
- Convocazioni al Pro Bowl: 2

2004, 2007
- First-team All-Pro: 1

2007
- Second-team All-Pro: 1

2004
- Difensore dell'anno della NFC: 1

2007

## Statistiche
| Tackle         | 468  |
| Sack           | 82,5 |
| Intercetti     | 3    |
| Fumble forzati | 19   |